# Austin A90 Atlantic
Austin A90 Atlantic är en personbil, tillverkad av den brittiska biltillverkaren Austin mellan 1948 och 1952.
Som en del i den brittiska bilindustrins ”exportera eller dö”-strategi efter andra världskriget tog Austin fram A90 Atlantic, riktad direkt mot USA-marknaden. Chassit hämtades från A70 Hampshire, men motorn förstorades för att bättre passa de tilltänkta kundernas krav på prestanda. Den öppna karossen, som var avsedd att passa amerikanska kunders smak, gav upphov till många kommentarer. Ytterst få av dessa var positiva. Ett år efter introduktionen kompletterades programmet med en täckt version.
Försäljningen av A90 Atlantic blev ett rejält fiasko. Amerikanska kunder förknippade brittiska bilar med små sportbilar, som MG TC och var inte intresserade av Austins försök att sälja på dem små konstiga personbilar. Men situationen räddades till viss del genom att A90:n donerade mycket av mekaniken, som motor och framvagnsupphängningen till Austin-Healey 100, en bil tvärtom sålde mycket bra på USA-marknaden.